# Върнън (град, Калифорния)
Върнън (на английски: Vernon) е град в окръг Лос Анджелис, щата Калифорния, САЩ. Върнън е с население от 91 жители (2000) и обща площ от 13,36 km². Намира се на 62 m надморска височина. ЗИП кодовете му са 90058, а телефонният му код е 323.